# Escudo de Castañeda (Cantabria)
El escudo de Castañeda es uno de los símbolos del municipio español de Castañeda en Cantabria, junto a su bandera. Dicho escudo queda organizado de la manera siguiente: de gules, cruz llana de oro. Va timbrado con la corona real española. La cruz amarilla simboliza la Colegiata de Santa Cruz de Castañeda. Los cuatro cantos rojos que se forman, representan los cuatro pueblos del municipio: La Cueva, Pomaluengo, Socobio y Villabáñez.
El escudo fue adoptado en sesión plenaria extraordionaria celebrada por el ayuntamiento el día 28 de noviembre de 1995 siendo autorizado por el Consejo de Gobierno de Cantabria el día 16 de mayo de 1997, previo informe favorable emitido por la Real Academia de la Historia el 21 de marzo de 1997.